# Marcipa maculiferoides
Marcipa maculiferoides là một loài bướm đêm trong họ Erebidae.